# Journal of Cancer Research and Clinical Oncology
Il Journal of Cancer Research and Clinical Oncology è una rivista medica mensile che si occupa dell'oncologia.

## Storia editoriale
La rivista è stata fondata nel 1903 con il nome di Zeitschrift für Krebsforschung che venne successivamente cambiato nel 1971 in Zeitschrift für Krebsforschung und klinische Onkologie. La rivista ha ottenuto il suo nome attuale nel 1979. La rivista viene pubblicata da Springer Science+Business Media e dal caporedattore Klaus Hoffken (Università di Düsseldorf). Secondo il Journal Citation Reports, la rivista ha un fattore di impatto del 2014 pari a 3.081.